# Крест и нож (фильм)
«Крест и нож» (англ. The Cross and the Switchblade) — американская христианская драма режиссёра Дона Мюррея. Фильм основан на реальных событиях, описанных в одноименной повести Дэвида Уилкерсона.
Фильм стал первой режиссёрской работой Дон Мюррея, а также первой работой в кино для Эрика Эстрада, исполнившего роль Ники.

## Сюжет
Молодой провинциальный пастор Дэвид Уилкерсон (Пэт Бун) оставляет свой сельский приход и перебирается в Нью-Йорк, для того, чтобы служить среди криминальных групп мегаполиса.
В Нью-Йорке пастор встречается с насмешками, оскорблениями и угрозами. Несмотря на это, Уилкерсон активно проповедует членам уличных банд. Ему удаётся познакомится с Исраэлем (Дино ДеФилиппи), «президентом» банды Мау Маус и Ники (Эрик Эстрада), «вице-президентом» той же банды. Последний крайне враждебно встречает проповедника и обещает убить его, если тот не прекратит свои проповеди.
При поддержке поместной христианской общины Уилкерсон решается провести специальное евангелизационное собрание в арендованном зале, куда приглашает членов всех банд. Тем временем, между бандой «Мау Маус» и бандой этнических афроамериканцев «Епископы» продолжается война за сферы влияния. Лидеры этих банд договариваются провести финальную битву прямо в зале для собрания.
Однако во время собрания случается чудо — Ники чувствует Божественное прикосновение и решает покаяться. Он останавливает почти начавшуюся битву. Уилкерсон забирает его нож и дарит ему свою Библию.

## Актёры
| Актёр            | Роль            |
| ---------------- | --------------- |
| Пэт Бун          | Дэвид Уилкерсон |
| Эрик Эстрада     | Ники            |
| Жаклин Жиру      | Роза            |
| Дино ДеФилиппи   | Израэль         |
| Джо-Энн Робинсон | Маленькая Бо    |
| Джил Фрэзиер     | Большой кот     |
| Дон Блэйкли      | Абдулла         |

На русский язык роли дублировали Владимир Герасимов, Вадим Андреев, Алексей Золотницкий, Виктор Петров и др. При этом, в русском переводе «Роза» названа «Марией», «Маленькая Бо» — «Крошкой Джо» и «Большой кот» — «Кабаном».

## Отзывы
Премьера фильма состоялась 17 марта 1971 года. Американская киноассоциация присвоила фильму рейтинг PG — рекомендуется присутствие родителей. В целом, фильм получил положительные отзывы. В частности известный американский кинокритик Говард Томпсон в своей рецензии в Нью-Йорк таймс охарактеризовал фильм как «убедительный и достаточно жёсткий».
Пэт Бун в одном из интервью назвал фильм ключевым в своей карьере; он также отметил, что фильм не принёс ему значительной прибыли, но он «вообще не жалеет об этом».
На сайте Rotten Tomatoes фильм имеет рейтинг 72 % со средним баллом 3,8 из 5 возможных.

## Распространение
Фильм переведён и дублирован на более чем 40 языков (в том числе и на русском языке). Зрительская аудитория оценивается в 50 миллионов человек из 150 стран (2015).